# Hornakht
El príncipe Hornakht (o Harnakht) fue un hijo del faraón Osorkon II de la XXII dinastía. Su padre lo nombró sumo sacerdote de Amón en Tanis para fortalecer su autoridad en el Bajo Egipto. Esto fue principalmente un movimiento político por parte de Osorkon II ya que Hornakht falleció antes de cumplir diez años.
Cuando Hornakht murió a tan temprana edad, Osorkon II se aseguró de que su hijo fuera enterrado en su propia tumba real en Tanis. Si bien los saqueadores de tumbas consiguieron entrar en la cámara funeraria de Hornakht en la antigüedad, un gran bloque de granito colocado sobre el sarcófago del niño les impidió levantar la tapa completamente. Además, la atención de los ladrones pronto se centró en el cercano sarcófago del rey Osorkon II, que presentaba tesoros más espléndidos.
Los ladrones de tumbas consiguieron retirar la máscara funeraria y los collares que ornaban la cabeza y cuello de Hornakht, pero desistieron de robar el resto de los adornos funerarios. Por tanto, cuando el egiptólogo Pierre Montet descubrió el entierro de Hornakht, encontró aun una serie de amuletos de oro sobre la momia del príncipe. Son de pequeño tamaño pero fabricados con alta calidad; algunos están hechos de oro y lapislázuli y otros con piedras semipreciosas que representan varios símbolos mitológicos para proteger y conservar el cuerpo momificado.
Según el análisis del esqueleto efectuado en 1942 por el doctor Douglas Derry, Hornakht murió con ocho o nueve años. En los restos se apreciaron ciertas peculiaridades, como un cráneo inusualmente grande y desarrollado para su edad, la presencia de un par de costillas cervicales, y una vértebra lumbar anormal; sin embargo, Derry excluyó que estas anomalías hubieran provocado la muerte prematura de Hornakht. Parte de la cara fue dañada por los embalsamadores durante la extracción del cerebro por la nariz.
Una estatua cúbica votiva del Serapeum en Saqqara pudo haber sido dedicada a Hornakht. La estatua está decorada con imágenes en relieve de la reina Karomama I, la madre de Hornakht, y del dios Amón-Ra (además de otras divinidades). La escultura ahora tiene una figura de Osiris delante (recortado de lo que una vez debió ser un naos) y probablemente se colocó no mucho después de la muerte prematura del príncipe.